# Мота Володимир Несторович
Мота Володимир Несторович (24 червня 1927, Львів) — український співак-бандурист (бас-профундо). «Заслужений діяч мистецтв України» (указ Президента України № 459, рік 2008). Лауреат (разом з хором «Гомім», м. Манчестер, Англія) Всеукраїнських премій ім. Братів Лепких (м. Тернопіль 1999). Відзначений «Грамотою Признання» Української Могилянсько-Мазепинської Академії Наук у Вільному Світі «за довголітню постійну і віддану працю на полі українського мистецтва»

## Біографія
Закінчив вселюдну школу ім. Бориса Грінченка та Торговельну Школу у Львові. Перші кроки гри на бандурі почав у 1939 р. коли старший брат Андрій Мота учився гри на бандурі у Юрія Сінгалевича. Сольоспіву учився у педагога Марії Сабат Свірської (1943—1944). Доброволець дивізії «Галичина» (червень 1944). У таборі військовополонених в м. Ріміні, Італія (1945—1948), в музичнім ансамблі «Бурлака» як хорист, соліст, бандурист (гру на бандурі учив Ярослав Бабуняк). Хорист Манчестерського хору «Гомін» (Англія 1949—1951). Від 1952 постійно проживає у Канаді. Бас-бандурист, виступає самостійно. Також провадив школу бандуристів (1969—1973), виступали на телебаченні та разом з монреальським хором «Боян». Як хорист-співак концертував по Україні з манчестерським хором «Гомін» (1995), та монреальським хором «Відлуння» (2006). Самостійно концертував з бандурою в Україні: у Збаражі та Тернополі (2006). В жовтні (2012) виступав з бандурою у львівській Філармонії, в універзитеті ім. І. Франка, в універзитеті Ветеринарської Медицини, в с. Вербів (де родився Ярослав Бабуняк), у львівськім Радіо та львівськім Телебачинні. В Канаді видав 2 свої компактні диски: «Бандурист» (2008) та «Твори Тараса Шевченка в Піснях» (2011). Численні гостинні виступи в Канаді та США (1952—2014…)